# بلانش لينكولن
بلانش لينكولن (بالإنجليزية: Blanche Lincoln )‏ (و. 1960  م) هي سياسية أمريكية، الحزب الديمقراطي الأمريكي.

## مناصب
تولت منصب عضو مجلس الشيوخ الأمريكي (3 يناير 2009–3 يناير 2011)
- عضو مجلس الشيوخ الأمريكي (3 يناير 2007–3 يناير 2009)[2]
- عضو مجلس الشيوخ الأمريكي (4 يناير 2005–3 يناير 2007)[2]
- عضو مجلس الشيوخ الأمريكي (3 يناير 2003–3 يناير 2005)[2]
- عضو مجلس الشيوخ الأمريكي (3 يناير 2001–3 يناير 2003)[2]
- عضو مجلس الشيوخ الأمريكي (6 يناير 1999–3 يناير 2001)[2]
- عضو مجلس الشيوخ الأمريكي (3 يناير 1999–3 يناير 2011)
- عضو مجلس النواب الأمريكي (4 يناير 1995–3 يناير 1997)[2]
- عضو مجلس النواب الأمريكي (5 يناير 1993–3 يناير 1995)[2]
- عضو مجلس النواب الأمريكي.

## التعليم
تعلمت في Randolph College ‏، وتحصلت منها على بكالوريوس في الفنون (حتى 1982)، وجامعة أركنساس، ومدرسة ثانوية.